# Михейково (Ярцевский район)
 Михейково  — деревня в Смоленской области России, в Ярцевском районе. Расположено в центральной части области в 3 км к северо-востоку от районного центра, возле автодороги М1 «Беларусь», на правом берегу реки Вопь.
Население — 1 168 жителей (2007 год). 
Центр Михейковского сельского поселения.
1. Н/Д[1]

## Достопримечательности
- Курганная группа (35 курганов) в 500 метрах от деревни. Часть курганов была раскопана в 1890-х гг. Относятся к VIII - началу X века нашей эры.